# Safranbolu
Safranbolu (in Greco: Σαφράμπολις, Saframpolis) è una città della Turchia, centro dell'omonimo distretto della provincia di Karabük, nella regione del Mar Nero. Si trova circa a duecento chilometri a nord di Ankara e undici a sud del Mar Nero o, più precisamente, nove chilometri a nord di Karabük. I nomi storici della città in greco erano Theodoroupolis (Θεοδωρούπολις, cioè città di Teodoro o Teodora al femminile) e successivamente Saframpolis (Σαφράμπολις). I suoi nomi precedenti in turco erano Zalifre e Taraklıborlu. Ha fatto parte della provincia di Kastamonu fino al 1923 e della provincia di Zonguldak tra il 1923 e il 1995. 
Secondo il censimento del 2000, la popolazione del distretto era di 47 257 abitanti, di cui 31 697 nella città di Safranbolu. Il distretto copre un'area di 1000 km². Secondo il censimento generale ottomano del 1881 / 82-1893, la kaza di Safranbolu aveva una popolazione totale di 52 523, composta da 49 197 musulmani e 3 326 greci.

## Storia
La Città vecchia comprende ancora molti vecchi edifici, con 1 008 artefatti registrati. Ci sono un museo privato, venticinque moschee, cinque tombe, otto fontane storiche, cinque bagni turchi, tre caravanserragli, un orologio della torre, una meridiana e centinaia di case e magioni. Esistono anche colline con vecchi insediamenti, tombe di roccia e ponti storici. Inoltre, ci sono cumuli di antichi insediamenti, tombe rupestri e ponti storici. La Città Vecchia si trova sul fondo di un burrone, in un'area secca ed all'ombra delle montagne circostanti. La Città Nuova, al contrario, è situata su un pianoro due chilometri ad ovest della Città vecchia.
Il nome della città deriva dalla parola "safran" che vuole dire zafferano e dalla parola greca "polis" (πόλις) che vuole dire città, ed è dovuto al fatto che Safranbolu fu un centro importante per la coltivazione ed il commercio dello zafferano. Oggi lo zafferano è ancora coltivato nel villaggio di Davutobası a est di Safranbolu, che dista circa 22 chilometri.
Safranbolu venne aggiunto nel 1994 alla lista dei Patrimoni dell'umanità dell'UNESCO per via della perfetta conservazione di case e architetture dell'Impero ottomano.

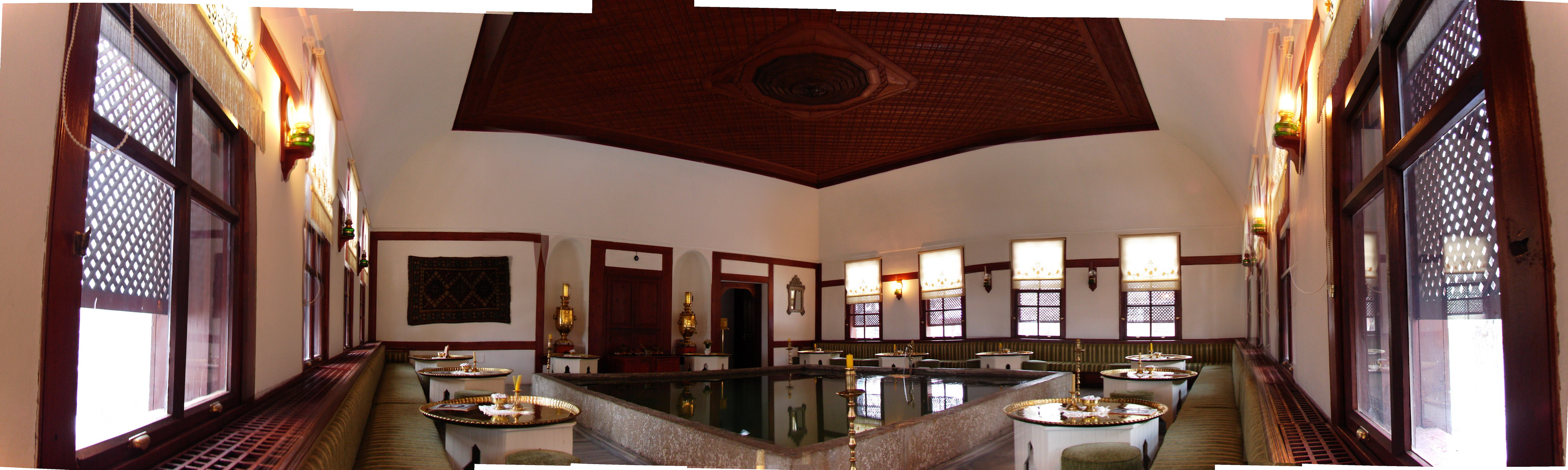
Gli interni di Asmazlar konak